# 博梅莱洛日
博梅莱洛日（法語：Beaumetz-lès-Loges，法語發音：[bome lɛ lɔʒ]），法国北部市镇，位于上法兰西大区加来海峡省，隶属于阿拉斯区，其市镇面积为4.98平方公里，2022年1月1日时人口数量为1,000人，在法国市镇中排名第9,992位（2022年）。
博梅莱洛日位于加来海峡省东部，是阿拉斯的一个卫星城，法国国道N25线由此通过。

## 地名来源
“Beaumetz”一名最初可能于1072年（一说1126年）以“Bellus mansus”的形式被记载，意为“美丽的房子”；“-lès-Loges”这一后缀则于十九世纪起成为当地官方名称的一部分，该名称转写自晚期拉丁语“Laubia”，意为“简陋的房屋”。
该地名“Beaumetz-lès-Loges”发音为[bome lɛ lɔʒ]，“Beaumetz”中的字母“tz”不发音，《世界地名翻译大辞典》与《世界地名译名词典》将其误译作“博梅斯莱洛日”。
此外，因翻译标准不同，“Beaumetz-lès-Loges”在部分汉语资料中被译为博梅斯莱洛日。

## 历史

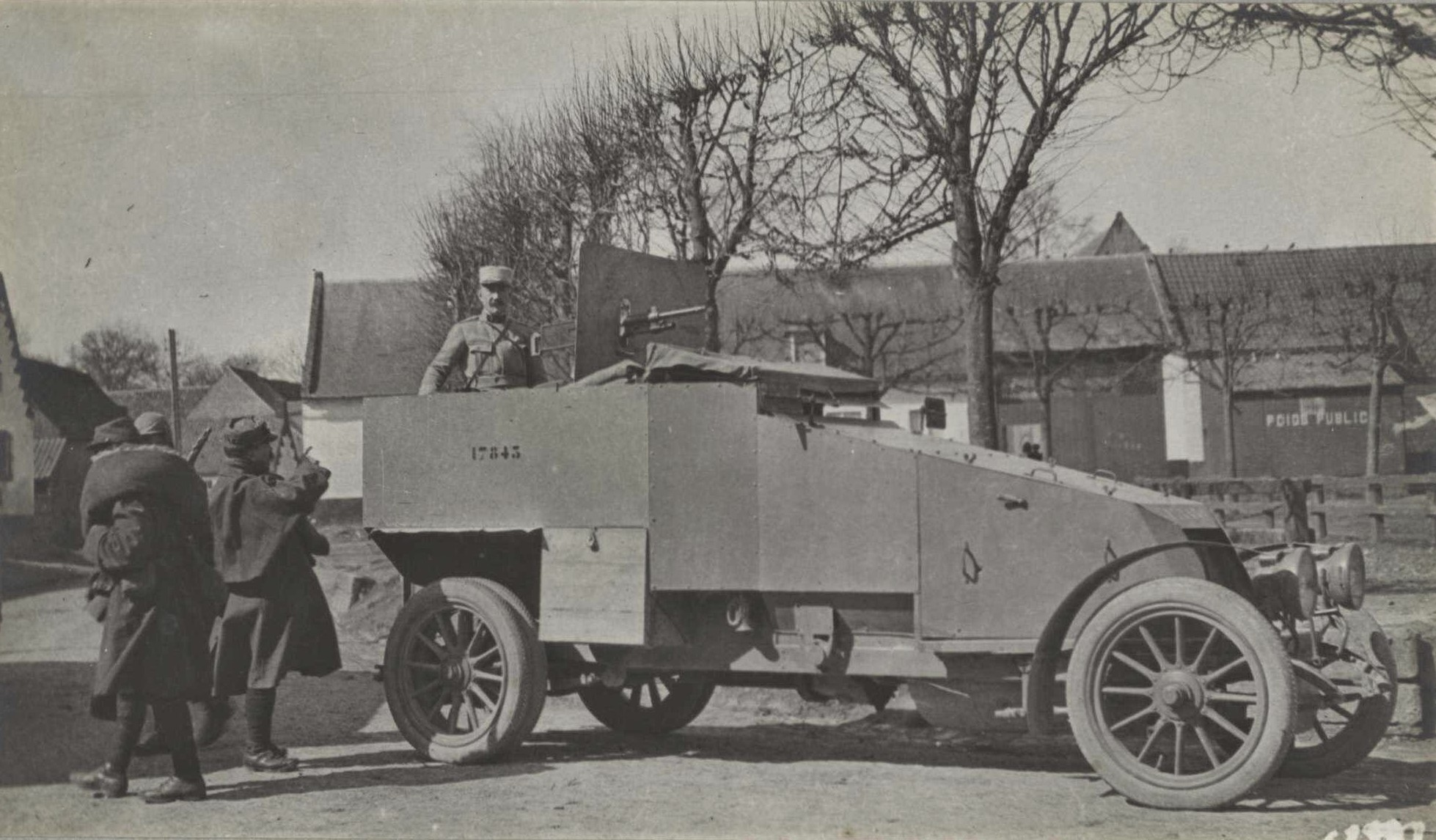
一战时期途径博梅莱洛日的一辆装甲车

博梅莱洛日的早期历史尚不清楚。根据当地官方网站的论述，古罗马人修建的连接阿拉斯和亚眠之间的道路经过博梅莱洛日。中世纪时，博梅长期为阿图瓦的一部分，该地在十三至十五世纪间几经易手。1747年，博梅被布里瓦家族（Briois）继承，后者在此修建城堡作为家族宅邸，其后代博梅的阿尔贝·布里瓦在法国大革命时期成为了一名议会议员。法国大革命后，博梅莱洛日成为加来海峡省的一个市镇，并自1793年起成为该省的一个县治。2014年，博梅莱洛日县被撤销。

## 地理

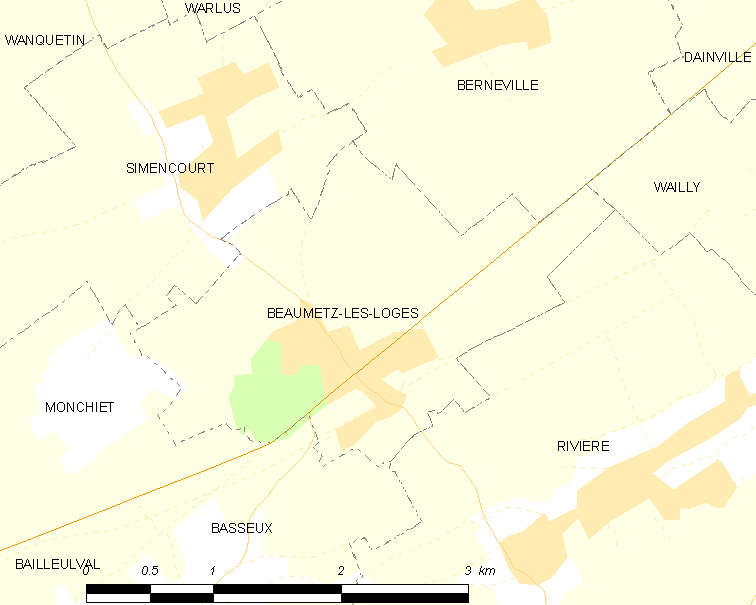
博梅莱洛日市镇范围地图

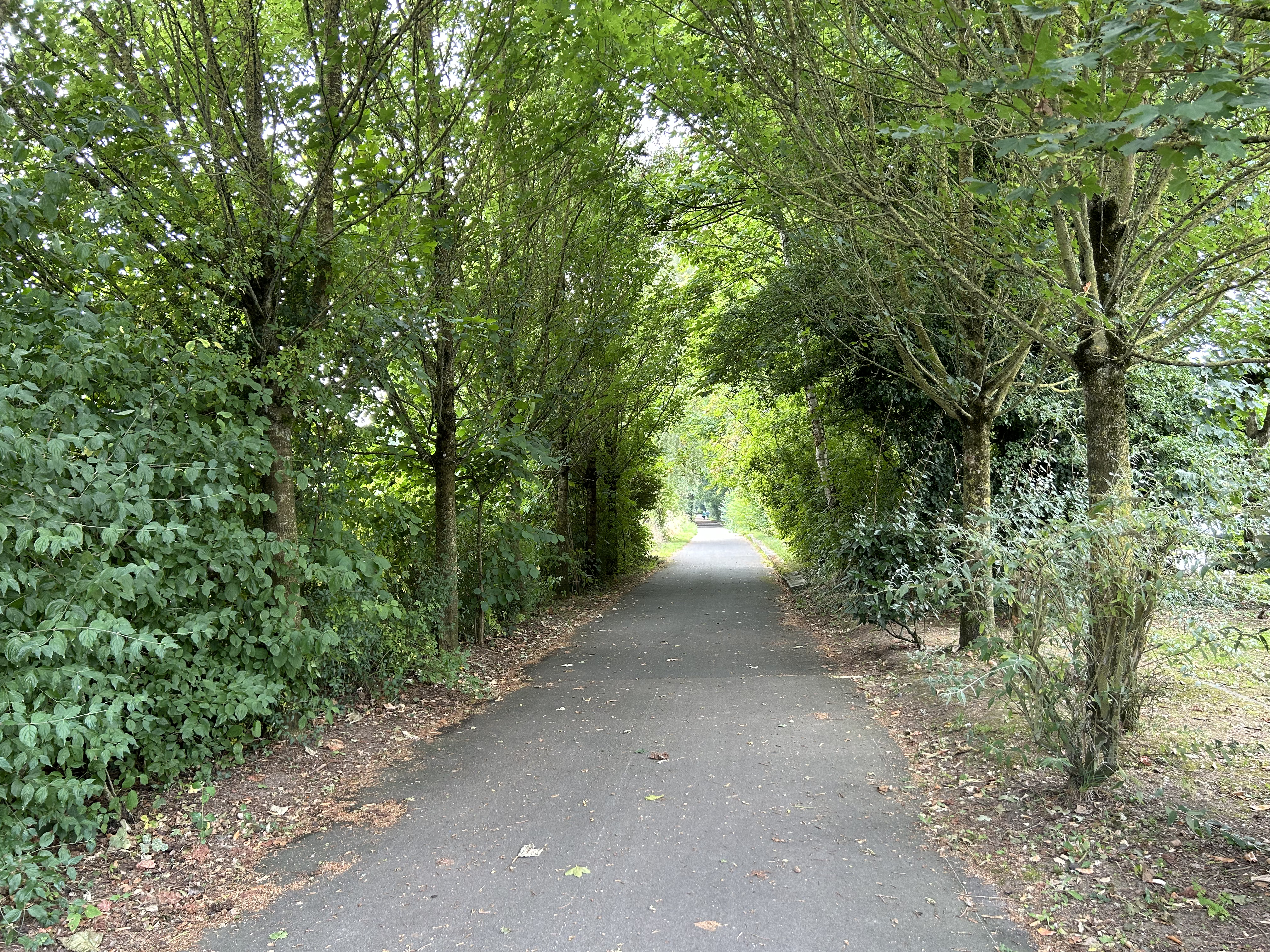
一条步行绿道

博梅莱洛日位于法国北部，上法兰西大区北部和加来海峡省东部，距离省会阿拉斯大约11公里。与博梅莱洛日接壤的市镇包括：巴瑟、贝讷维尔、蒙谢、里维耶尔、锡芒库尔和瓦伊。

### 地形
博梅莱洛日位于阿图瓦地区腹地，境内以平原和缓丘为主，市镇中心地势较为平坦，整体地势自北向南有所抬升，全境海拔在94到142米之间。

### 水文
博梅莱洛日位于斯卡尔普河流域范围内，其市镇范围内无大型天然地表径流分布。

### 植被
博梅莱洛日属于温带阔叶混交林区，市中心西南侧有大片林地分布。
在鲜花城市的评比中，博梅莱洛日暂未被评级。

### 自然灾害
博梅莱洛日的地震危险度等级为2级，属于低危险；氡辐射等级为1级，属于低危险。1982至2025年5月间，博梅莱洛日境内共发生4次有记录的自然灾害，其中1次洪涝，1次干旱。

### 气候
博梅莱洛日在柯本气候分类法中属于温带海洋性气候（Cfb）。

## 行政区划
博梅莱洛日的市镇编号为62097，邮政编号为62123。
在行政管理方面，博梅莱洛日隶属于法国上法兰西大区加来海峡省阿拉斯区；在地方选举方面，博梅莱洛日隶属于阿拉斯第一县，其市镇范围全境被划入加来海峡省第一选区；在社会管理方面，博梅莱洛日是阿拉斯城市公共社区的组成部分。
截至2025年5月，博梅莱洛日市镇范围内暂无任何安全优先街区及城市政策优先街区。
法国国家统计与经济研究所（简称“INSEE”）在进行数据统计时，未将博梅莱洛日划入任何城市核心区（Unité urbaine），另将包括博梅莱洛日在内的周边共163个市镇划为博梅莱洛日城市辐射区。此外，INSEE还将博梅莱洛日市镇整体看作一个“块区”（IRIS），以便于统计人口分布情况。

## 交通

### 公路
法国国道N25线横穿博梅莱洛日镇中心，另有加来海峡省省道D1线、D7线、D34线、D34e1线和D62线在博梅莱洛日境内交汇。上法兰西大区下属的加来海峡省城际客运（商业名称为“Oscar”）402线经停博梅莱洛日，可通往阿拉斯、杜朗等地。
2021年，83.4%的博梅莱洛日家庭拥有至少一辆私人汽车。2018年，博梅莱洛日境内共发生各类交通事故2起，造成2人受伤。
| 7 | 19 |

| 阿拉斯 | 12 |

| 杜朗 | 26 |

| 巴波姆 | 24 |

### 铁路

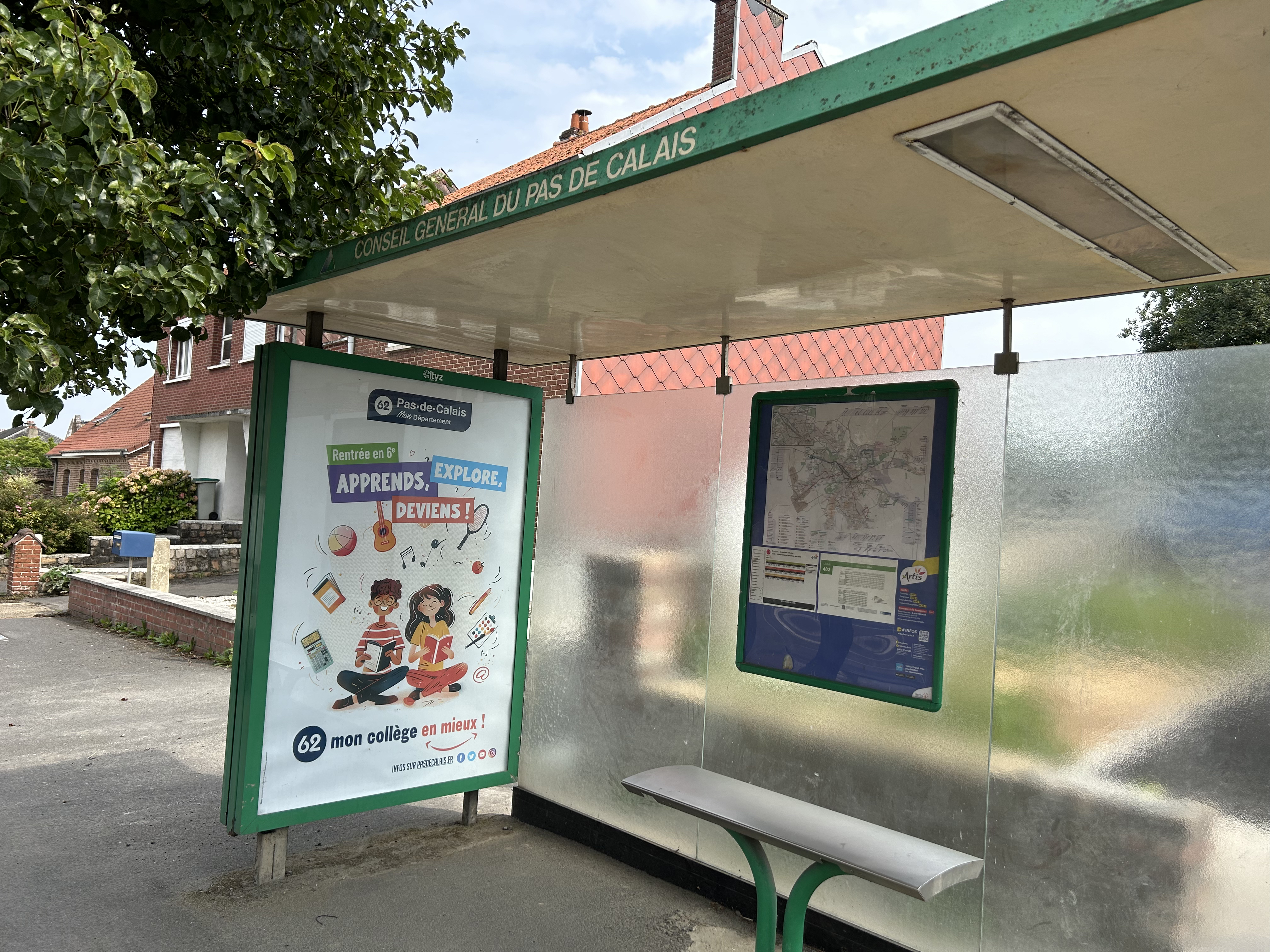
博梅莱洛日镇中心的巴士车站

距离博梅莱洛日最近的运营中的客运铁路车站为11公里外的阿拉斯站，该站停靠往返于巴黎和瓦朗谢讷及敦刻尔克之间的高速列车，以及往返于里尔和鲁昂一线及前往加来、滨海布洛涅、杜埃、亚眠等方向的区域列车。

### 航空
博梅莱洛日距离里尔机场的公路里程大约62公里。

### 城市公共交通
博梅莱洛日是阿拉斯城市公共交通（商业名称为“Artis”）的服务覆盖范围。截至2025年5月，该系统共包括18条常规公交线路，其中公交17路经过博梅莱洛日市区。

## 政治

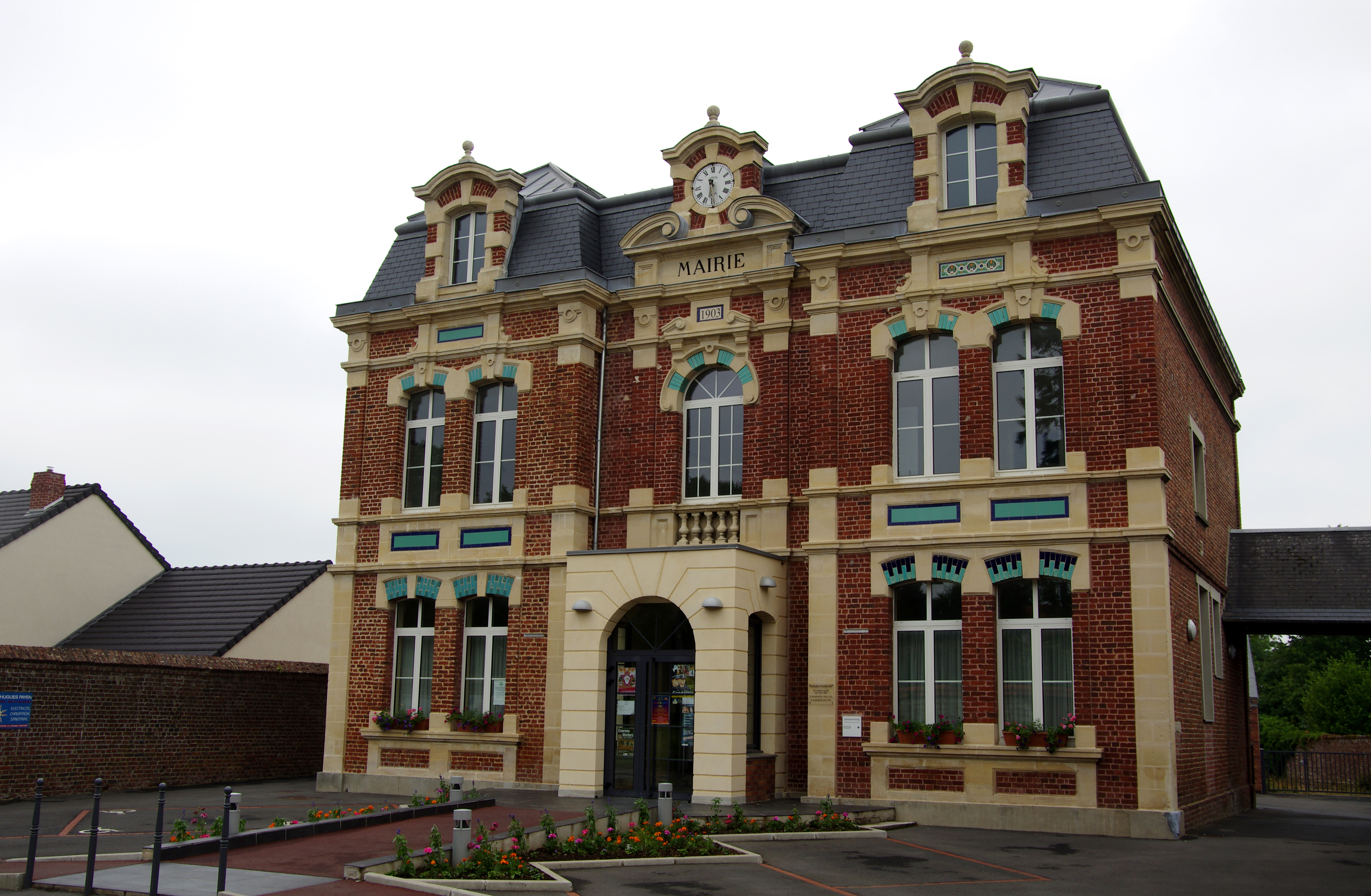
博梅莱洛日市政厅

博梅莱洛日的现任市长为让-吕克·蒂亚尔先生（Jean-Luc TILLARD），他的党籍不详，在2020年的市政选举中获得了100%的支持率（无其他候选人）。
在2022年的法国总统大选的第二轮选举中，法国极右翼政党国民阵线主席玛丽娜·勒庞在博梅莱洛日获得了55.57%的支持率。

## 人口
2022年，博梅莱洛日市镇人口数量为1,000，在法国排名第9,992位。其中男性489人，女性509人，75岁及以上人口占8.5%，外籍人口数量为3人，人口密度为201人/平方公里，当地居民被称为（男性）或（女性）。2015至2021年间，博梅莱洛日的人口增长率为0.3%。2022年，博梅莱洛日境内出生11人，死亡人口9人。
| 博梅莱洛日1901年－2022年人口变化情况 |
|                                      |
| 数据来源：Cassini、INSEE             |

## 经济
INSEE于2020年将博梅莱洛日划入阿拉斯就业区（Zone d'emploi d'Arras），并又于2022年将其划入阿拉斯生活区（Bassin de vie d'Arras）。截至2025年1月，博梅莱洛日市镇范围内共有各类用人单位（包含自雇）155家，比上一年同期新增2家； （城际公路货运）和（管道安装工程）是当地2022年已公布营业额最高的两个企业，分别为18,388,248欧元和171,585欧元。

## 财政与居民收入
2023年，博梅莱洛日的财政收入总额为711,890欧元，财政支出总额为706,720欧元，当年的债务总额为386,240欧元。2023年，博梅莱洛日市镇通过增值税获得14,290欧元的收入，此外当地还共获得了112,380欧元的国家直接财政补助。
| 博梅莱洛日居民收入情况                                                                             | 博梅莱洛日居民收入情况 | 博梅莱洛日居民收入情况 | 博梅莱洛日居民收入情况 |
| 内容                                                                                               | 博梅莱洛日             |                        | 法國                   |
| -------------------------------------------------------------------------------------------------- | ---------------------- | ---------------------- | ---------------------- |
| 居民平均时薪                                                                                       | 不详                   | 14.4欧元（2022年）     | 17欧元（2022年）       |
| 高级职员人均时薪                                                                                   | 不详                   | 25欧元（2022年）       | 29.1欧元（2022年）     |
| 中级职员人均时薪                                                                                   | 不详                   | 16欧元（2022年）       | 16.6欧元（2022年）     |
| 普通职员人均时薪                                                                                   | 不详                   | 11.6欧元（2022年）     | 12.1欧元（2022年）     |
| 工人人均时薪                                                                                       | 不详                   | 12.4欧元（2022年）     | 12.5欧元（2022年）     |
| 贫困率                                                                                             | 不详                   | 18.4%（2021年）        | 14.5%（2021年）        |
| 青壮年（15至64岁）失业率                                                                           | 10.2%（2021年）        | 14.7%（2021年）        | 10.4%（2021年）        |
| 家庭总数                                                                                           | 421（2022年）          | 684（2022年）          | 1,160（2022年）        |
| 征税家庭数量占比                                                                                   | 42.4%（2023年）        | 44.1%（2022年）        | 44.8%（2022年）        |
| 家庭年均纳税                                                                                       | 3,402欧元（2023年）    | 2,491欧元（2022年）    | 4,481欧元（2022年）    |
| *注：INSEE未公布2,000人口以下市镇的部分经济数据。 资料来源：INSEE、L'Internaute、Le Journal du Net |                        |                        |                        |

## 社会事务

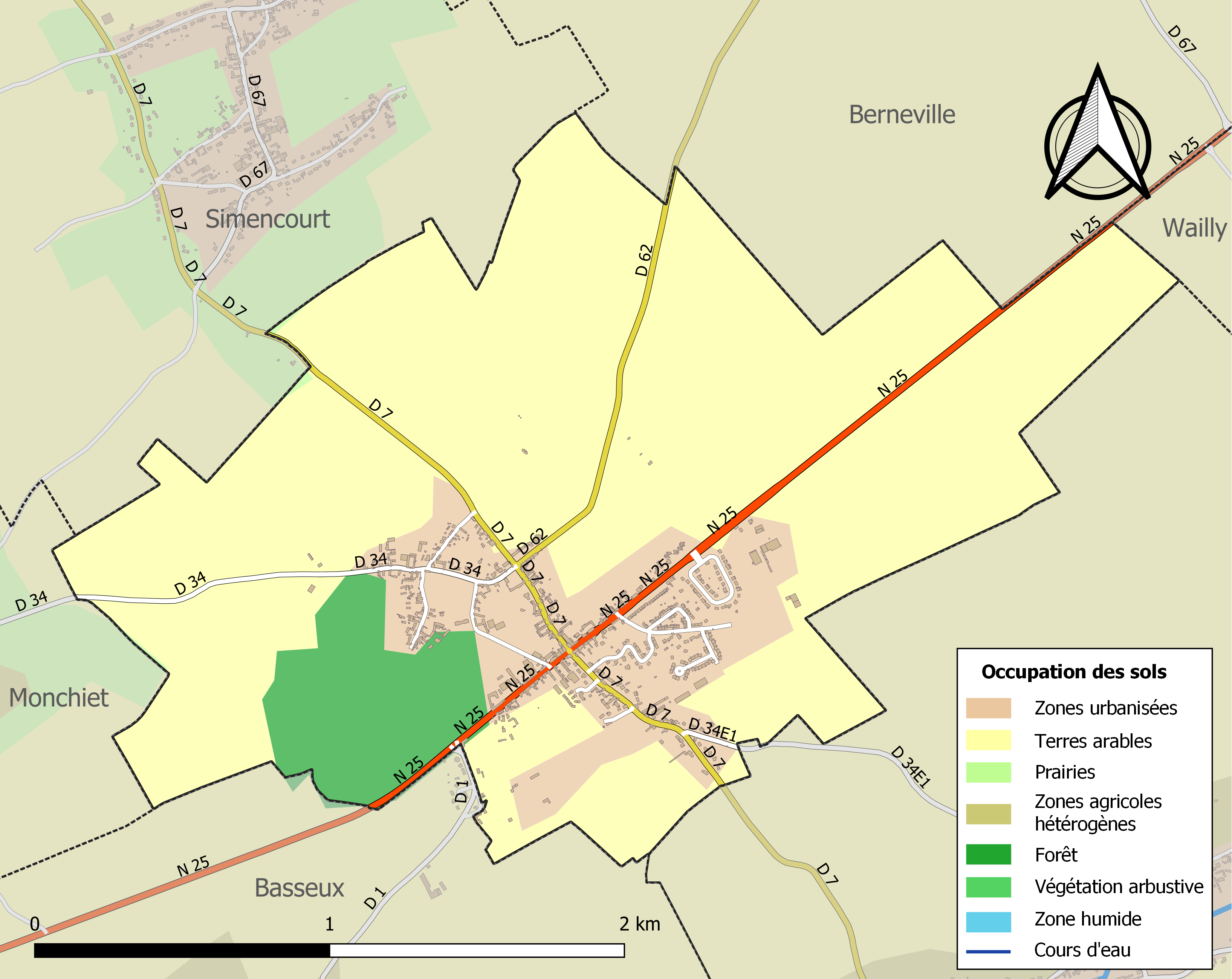
博梅莱洛日土地利用情况地图

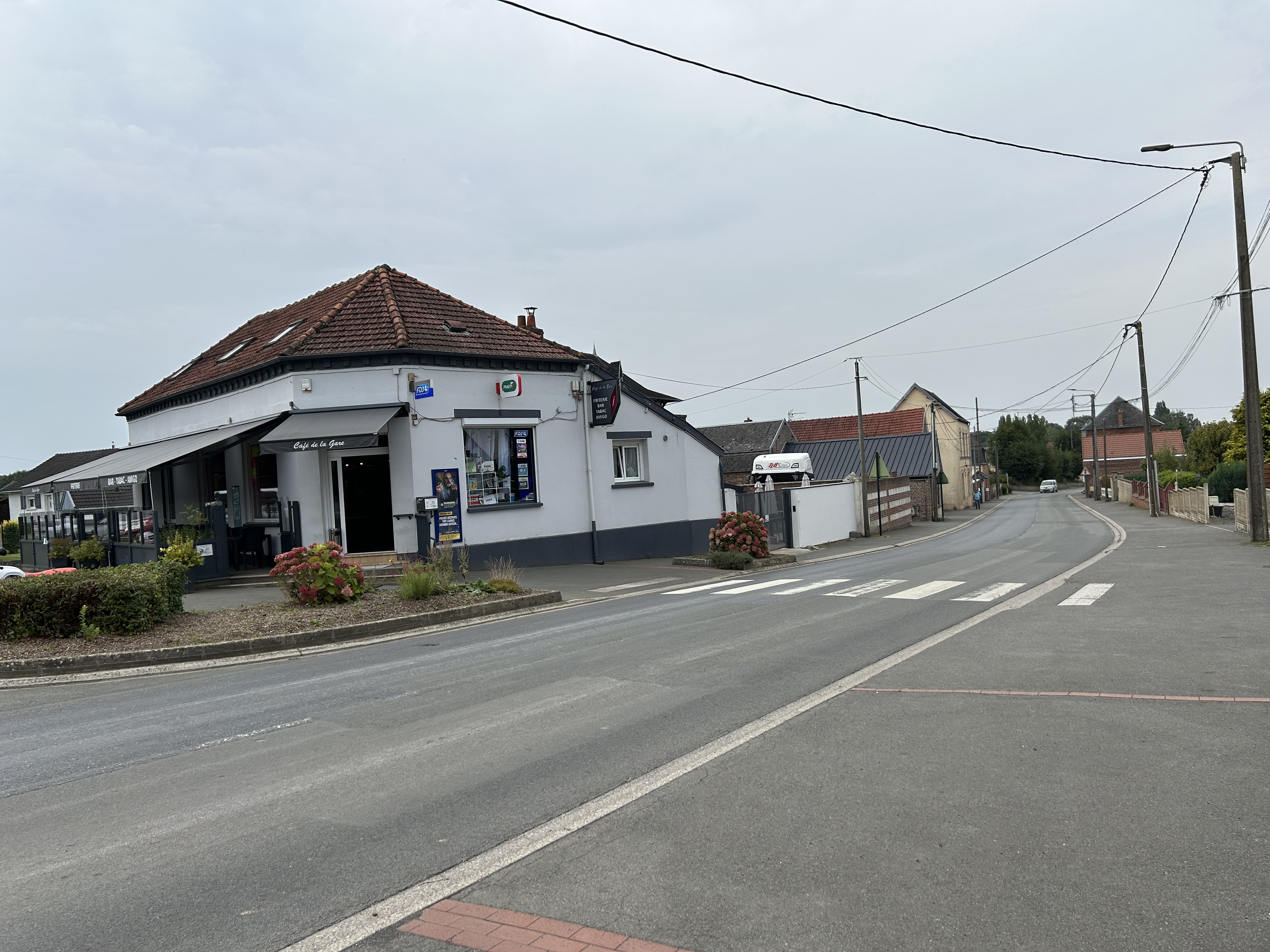
烟酒店

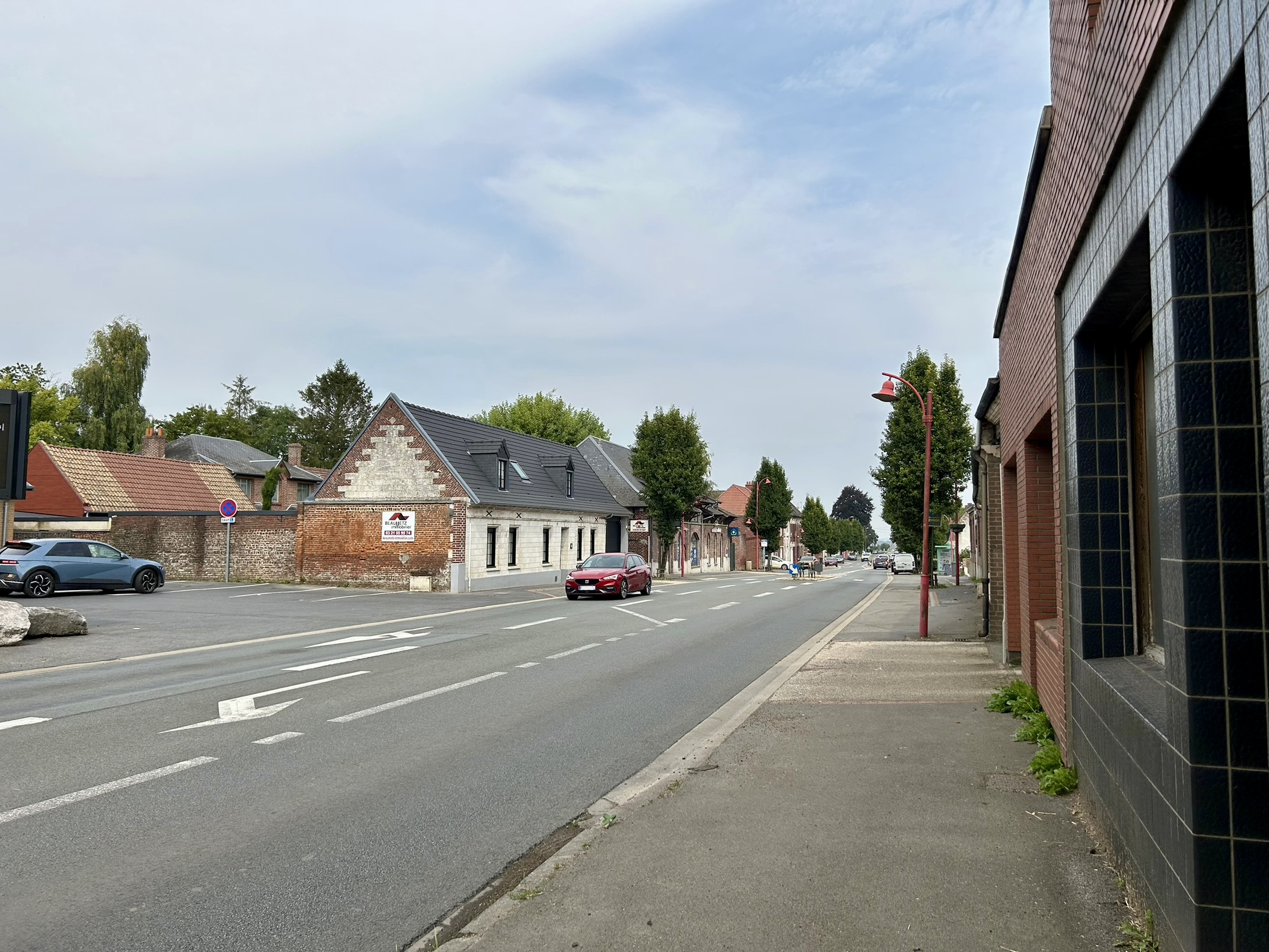
国道N25线两侧的民居

### 教育
博梅莱洛日属于里尔学区。截至2023年1月1日，博梅莱洛日境内共有1所小学。

### 医疗
截至2023年1月1日，博梅莱洛日境内共有全科医生1名、保健师2名、牙医2名、护士5名、助产士2名、药房1家。
距离博梅莱洛日最近的区域性医疗机构为阿拉斯中心医院（Centre Hospitalier d'Arras），其主病区医院位于阿拉斯市区西部，距离博梅莱洛日市区的正常车程大约15分钟，该院设有床位433个，是阿拉斯区内规模最大的公立综合性医院。

### 住房
2021年，博梅莱洛日境内共有各类住房446套，其中93.9%为独立式住宅，6.1%为集中式住宅。常住房屋占博梅莱洛日市镇范围内居民建筑总量的93.3%。2023年，博梅莱洛日的居住税率为9.47%，不动产税率为34.89%（其中空置土地的不动产税率为40.74%）。
在住房保障政策方面，2023年，博梅莱洛日境内共有150户家庭获得了家庭津贴补助，受益人数占总人口数量的15.0%，其中40份为房租补助。

### 商业
2021年，博梅莱洛日境内共有各类实体商铺30家，其中餐厅2家、大型超市2家、面包房1家、银行门店1家、美容美发店3家、汽车维修店4家。博梅莱洛日镇中心建有一家家乐福超市。

### 体育
2023年，博梅莱洛日境内有1处足球或橄榄球场。
截至2025年5月，博梅莱洛日境内暂无任何注册足球俱乐部。南阿图瓦博梅-旺克坦足球俱乐部（Sud Artois Football Beaumetz Wanquetin，编号549596）是当地的代表性足球队，成立于2001年，其注册地位于锡芒库尔，其主队2024至2025赛季参加加来海峡省足球联赛丙组（法国第十一级别），其位于博梅莱洛日境内的主场为市政球场（Stade Municipal）。

### 环境
博梅莱洛日的环境事务由其所属的阿拉斯城市公共社区联合各级政府协调负责。2021年，博梅莱洛日境内暂无污染企业。

### 治安
2021年，博梅莱洛日市镇范围内有1处宪兵队。
2024年，博梅莱洛日市镇范围内累计记录各类案件29起，其中盗窃类案件8起，人身侵犯类案件7起，毒品交易类案件3起。

## 文化
2021年，博梅莱洛日境内暂无任何文化设施。博梅莱洛日境内建有多媒体中心（Médiathèque），每周一、三、四、五、六向公众开放。

### 建筑
截至2025年5月，博梅莱洛日境内暂无法国国家文物保护单位，包括博梅莱洛日大教堂、博梅莱洛日教堂等，此外教堂、教堂等也是当地的地标性建筑物。

### 旅游
博梅莱洛日的旅游事务由其所属的阿拉斯城市公共社区联合各级政府协调负责。2024年，博梅莱洛日境内暂无任何常规游客接待设施。

### 媒体
法国主要的媒体均可在博梅莱洛日接收，法国电视三台下属的上法兰西大区频道在部分时段播出博梅莱洛日所在加来海峡省的地方新闻。《北部之声报》、Ici北方、Wéo电视台等是当地的主要地方性媒体。

## 友好城市
截至2025年5月，博梅莱洛日暂未建立任何友好城市关系。